# Osorkon (sumo sacerdote)
Osorkon, el "príncipe Osorkon", fue Sumo sacerdote de Amón en Tebas de c. 840 a 785 a. C., en varias etapas, durante el periodo de la dinastía XXII del Antiguo Egipto. 

## Biografía
Seguramente es uno de los hijos de Takelot II y de Karoma III Meritmut.
Promovido a sumo sacerdote de Amón por Nimlot II, es impugnado por una parte de los tebanos que lo desean como rey de Tanis en lugar de a su hermano Sheshonq III. Las hostilidades estallan y la rebelión es sometida por la fuerza. Comienza una guerra civil que dura una decena de años. Menos de dos años después de una primera tregua, los tebanos reanudan la lucha y Osorkon huye al Alto Egipto. En el momento de recuperar Tanis, Takelot II (dinastía XXII) muere y su cargo fue ocupado por el joven hermano del rey, Sheshonq III. 
Fue sucesor del sumo sacerdote de Amón en Tebas Nimlot II y le siguió en el cargo Horsiese II.

### Otras hipótesis
Algunos historiadores como D. A. Aston lo asimilan a Usermaatra - Osorkon, Osorkon III, argumentando que en el año 11º del reinado de Takelot, Osorkon organizó una expedición guerrera a Tebas, donde Padibastet se había proclamado gobernante, enfrentándose a Takelot. Después de una campaña victoriosa, Osorkon dirigió los asuntos de Tebas.

## Titulatura
| Titulatura | Jeroglífico | Transliteración (transcripción) - traducción - (referencias) |

| R8 | U36 | D1 · Q3 · N35 | M17 | Y5 · N35 | N5 · Z1 | V4 | Aa18 | M17 | D21 · V31 · N35 |

| R8 | U36 | D1 · Q3 · N35 | M17 | Y5 · N35 | N5 · Z1 | V4 | Aa18 | M17 | D21 · V31 · N35 |